# Macrohomotoma yunana
Macrohomotoma yunana är en insektsart som beskrevs av Yang och Li 1984. Macrohomotoma yunana ingår i släktet Macrohomotoma och familjen Homotomidae. Inga underarter finns listade i Catalogue of Life.